# Palaio Faliro
Vecchio Falero (in greco Παλαιό Φάληρο?, Palaió Fáliro) è un comune della Grecia situato nella periferia dell'Attica (unità periferica di Atene Meridionale) con 67 160 abitanti secondo i dati del censimento 2001.
La sede del comune si trova nella parte vecchia della città di Falirou, mentre la parte nuova della città, denominata Nea Falirou, con la zona portuale appartiene al comune del Pireo.
In antichità si trovava qui il demo attico di Falero.